# Bill Silvera
William "Bill" A.Silvera, né en 1930, est un ancien copilote de rallyes canadien ontarien, de West Hill.

## Biographie
Il fut pilote-instructeur officiel pour Ford-Canada, au milieu des années 1960.

## Palmarès
- Triple Champion du Canada des Rallyes: 1959 et 1960 (pilote Art Dempsey, de Weston (Toronto)), et 1961, le tout sur Ford Anglia.

### Places d’honneurs notables
- 2e du Canadian Winter Rally en 1965.

## Distinctions
- CASC Wilson Trophy: 1960.